# Steingraben (Altmühl)
Der Steingraben ist ein linker und östlicher Zufluss der Altmühl bei Gunzenhausen im mittelfränkischen Landkreis Weißenburg-Gunzenhausen.

## Verlauf
Der Steingraben  entspringt westlich von Büchelberg am Fischhaus auf einer Höhe von 428 m ü. NHN. Er durchfließt zunächst den Kästleinsweiher. Anschließend unterquert er die Kreisstraße WUG 22, die Bundesstraße 13 und die Bahnstrecke Würzburg-Treuchtlingen. Der Steingraben mündet nach einem Lauf von rund 3,2 Kilometern bei Muhr unweit des Altmühlsees südlich von Neuenmuhr auf einer Höhe von 413 m ü. NHN von links in die Altmühl.
Der Bach hat zahlreiche unbenannte Zuflüsse. Eine Verbindung besteht zum Laubenzedeler Mühlbach.